# Vlag van Andijk

Vlag van de gemeente Andijk
(1976-2011)

De vlag van Andijk is op 5 april 1976 vastgesteld als de gemeentelijke vlag van de Noord-Hollandse gemeente Andijk. De vlag kan als volgt worden beschreven:
banen blauw-groen-zwart met aan de broekzijde op het groen in wit de letters AD; de hoogten van de banen verhouden zich als 1:2:1.
De kleuren van de vlag zijn ontleend aan het gemeentewapen. Als hoofdkleur is groen gekozen, in de banistiek de internationale aanduiding voor water. De naam van de gemeente 'Aan de dijk' en het embleem van het gemeentewapen, wijzen reeds op de historische belangrijkheid van water en waterbeheersing. De letters AD zijn ontleend aan de vaan, voorkomende op het gemeentewapen. De kleuren blauw en zwart representeren de lucht en het land. Het wit van de letters is ontleend aan de kleur zilver van het wapen. Het ontwerp was van de Stichting voor Banistiek en Heraldiek.
Het gemeentelijk dundoek bleef tot 1 januari 2011 in gebruik; op die dag is de gemeente opgegaan in de gemeente Medemblik.

## Verwante afbeelding

Wapen van Andijk

Akersloot
· Andijk
· Anna Paulowna 
· Assendelft 
· Beemster 
· Bennebroek 
· Blokker 
· Broek in Waterland 
· Bussum 
· Callantsoog 
· Edam 
· Egmond 
· Egmond aan Zee 
· Egmond-Binnen 
· Graft-De Rijp 
· 's-Graveland 
· Haarlemmerliede en Spaarnwoude 
· Harenkarspel 
· Heerhugowaard 
· Hensbroek 
· Hoogwoud 
· Ilpendam 
· Jisp 
· Krommenie 
· Langedijk 
· Limmen 
· Marken 
· Midwoud 
· Monnickendam 
· Muiden 
· Naarden 
· Nederhorst den Berg 
· Nibbixwoud 
· Niedorp 
· Noorder-Koggenland 
· Obdam 
· Opperdoes 
· Schermer 
· Schermerhorn 
· Schoorl 
· Sint Maarten 
· Terschelling 
· Terschelling en Vlieland 
· Twisk 
· Venhuizen 
· Vlieland 
· Warmenhuizen
· Weesp
· Wervershoof 
· Wester-Koggenland 
· Westwoud 
· Westzaan 
· Wieringen 
· Wieringermeer 
· Wijdewormer 
· Wognum 
· Wormer 
· Wormerveer 
· Zaandam 
· Zaandijk 
· Zeevang 
· Zijpe